# 锗化物
锗化物是锗和另一种正电性更强的元素形成的二元化合物，大部分锗化物的组成类似于相应的硅化物，并不遵循形式价态规律。碱金属和碱土金属的锗化物易与水或酸反应，生成锗的氢化物；大部分过渡金属的锗化物对酸或碱呈惰性。制备锗化物的主要方法是对各组分金属的混合物进行熔融或烧结。
Mg2Ge、BaGe3、Cu3Ge等都属于锗化物。